# آنتونیا فریزر
لیدی آنتونیا مارگارت کارولین فریزر (انگلیسی: Lady Antonia Margaret Caroline Fraser؛ زادهٔ ۲۷ اوت ۱۹۳۲) تاریخ‌نگار، نویسنده داستان‌های کارآگاهی، رمان‌نویس و زندگی‌نامه‌نویس اهل بریتانیا است. وی از سال ۱۹۶۹ میلادی تاکنون مشغول فعالیت بوده‌است.
وی بیوهٔ هارولد پینتر، نویسندهٔ مشهور برندهٔ جایزه نوبل ادبیات است و پیش از مرگ او، با نام «لیدی آنتونیا پینتر» شناخته می‌شد.
وی همچنین برندهٔ جوایزی همچون جایزه یادبود جیمز تیت بلاک شده‌است.